# Magnus Moan
Magnus Hovdal Moan, född 26 augusti 1983, är en norsk utövare av nordisk kombination.
Moan vann sin första världscuptävling 2004 i sprint. Året efter var han med i det norska lag som vann guld på 4 x 5 km vid VM i Oberstdorf. I samma mästerskap tog han även silver på sprintdistansen 7,5 km. Vid OS 2006 tog Moan två medaljer, silver på sprinten och brons på 15 km. Två medaljer blev det även vid VM 2007 i Sapporo då han erövrade ett silver på sprintdistansen och där Norge blev trea i stafetten.